# Ној Болтенхаген
Ној Болтенхаген (њем. Neu Boltenhagen) општина је у њемачкој савезној држави Мекленбург-Западна Померанија. Једно је од 89 општинских средишта округа Остфорпомерн. Према процјени из 2010. у општини је живјело 647 становника. Посједује регионалну шифру (AGS) 13059069.

## Географски и демографски подаци
Ној Болтенхаген се налази у савезној држави Мекленбург-Западна Померанија у округу Остфорпомерн. Општина се налази на надморској висини од 22 метра. Површина општине износи 24,4 km². У самом мјесту је, према процјени из 2010. године, живјело 647 становника. Просјечна густина становништва износи 27 становника/km².